# Zamarada xyele
Zamarada xyele là một loài bướm đêm trong họ Geometridae.